# Vleeshuis
Vleeshuis (en néerlandais : Maison de la viande) est le nom du bâtiment abritant, au Moyen Âge, la guilde des bouchers d'Anvers (en Belgique). Il est situé entre les rues Drie Hespenstraat, Repenstraat et Vleeshouwersstraat. La pente située entre Drie Hespenstraat et le Burchtgracht (gracht = canal) était connue sous le nom de Bloedberg (i.e. Montagne de sang)  

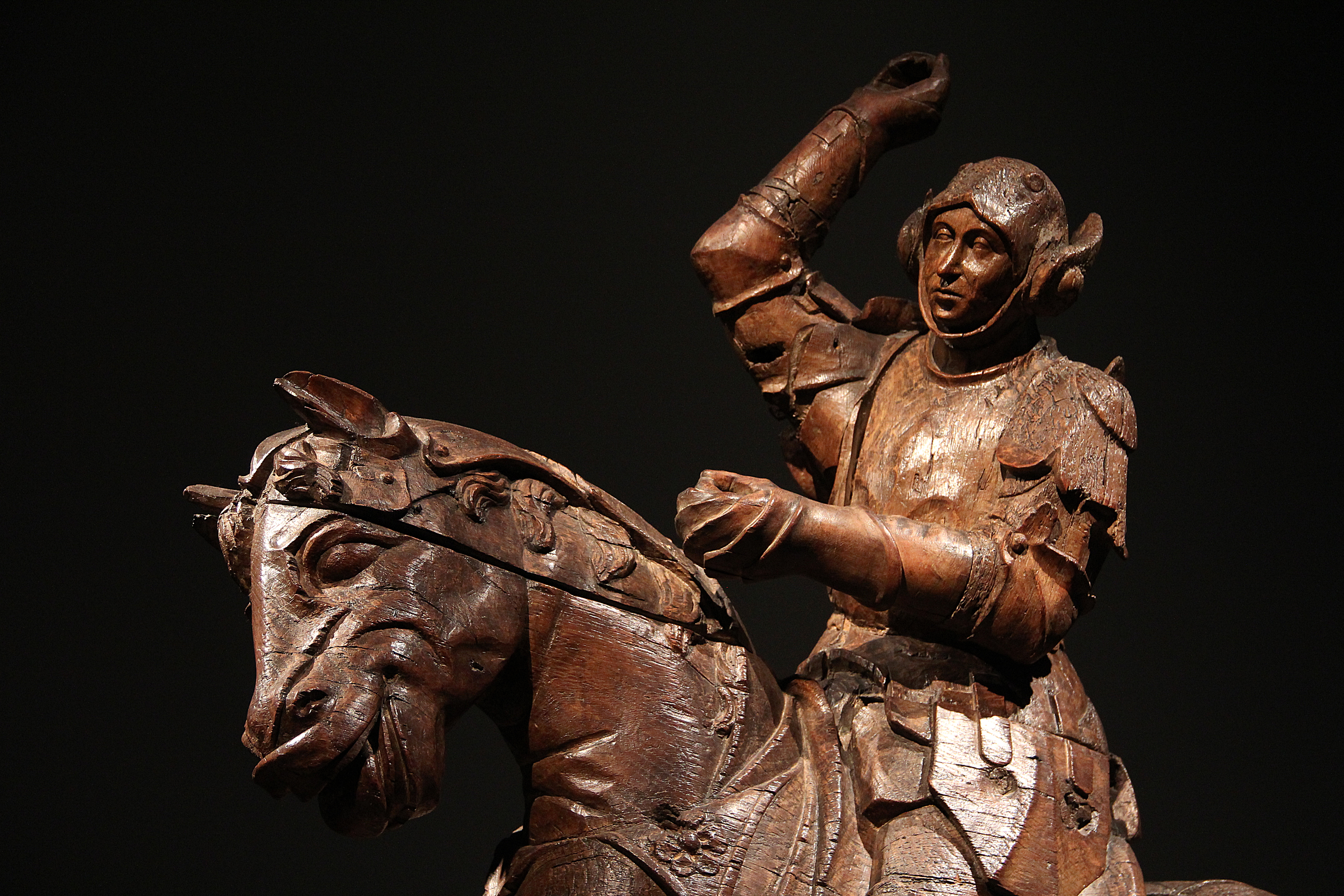
Groupe sculpté en chêne représentant saint Georges combattant le dragon (ca. 1514).

Aujourd'hui c'est un musée consacré à 600 ans de vie musicale à Anvers et aux Pays-Bas.

## Historique

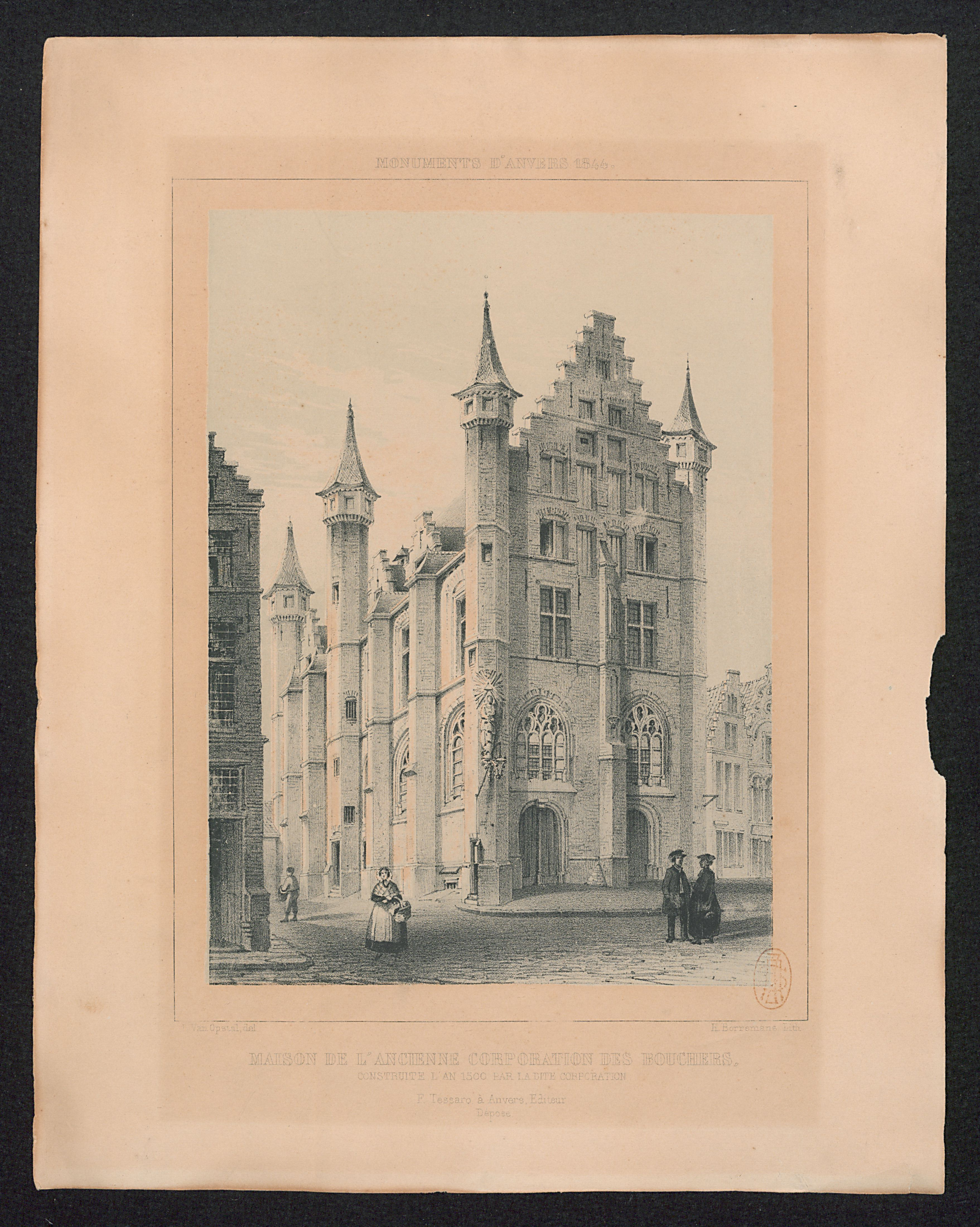
Estampe représentant le Vleeshuis, Monuments et édifices publics de la ville d'Anvers, 1844.

Au Moyen-Âge, il y avait à Anvers des bâtiments pour les commerçants afin qu'ils puissent vendre dans un endroit couvert. Le premier Vleeshuis a été construit en 1250 près du château d'Anvers (Le Steen) spécifiquement pour vendre des animaux abattus.
Vers 1500, au début de l'âge d'or d'Anvers, le bâtiment devint trop petit et en mauvais état. La guilde des bouchers décida de construire un nouveau Vleeshuis, près du Veemarkt. Là, les animaux étaient abattus et découpés. Le nouveau bâtiment devait offrir de l'espace pour 62 bouchers.
Le bâtiment a été conçu par l'architecte Herman de Waghemakere et a été construit de 1501 à 1504. C'est un bâtiment de style gothique tardif édifié en brique rouge et en grès blanc. La viande pouvait être stockée dans le sous-sol, annexé aux magasins situés au rez-de-chaussée. Il y a une chapelle à l'arrière du rez-de-chaussée. Au premier étage, il y a des salles de réunion et une cuisine. Peut-être au premier étage y avait-il aussi des boutiques de bouchers. Les deuxième à cinquième étages, situés sous le toit, servaient de salles de stockage.
Pendant l'occupation française d'Anvers en 1795 les guildes furent abolies ; le bâtiment fut vendu trois ans plus tard. Le Vleeshuis était alors principalement utilisé comme entrepôt. Après 1830, plusieurs artistes s'installèrent dans le bâtiment. Entre autres, Nicaise de Keyser et Gustave Wappers y travaillaient. Vers 1840, la compagnie de théâtre Liede et Eendracht a régulièrement produit des opéras, des concerts et des pièces de théâtre. À partir de 1841, le propriétaire de l'époque, Joannes Daniel Peyrot, fit entièrement rénover le Vleeshuis et fit diviser le rez-de-chaussée élevé et voûté en deux étages.

## Conversion en musée
À la fin du XIXe siècle, la Commission provinciale pour la gestion des monuments décida de convertir le Vleeshuis en un musée des antiquités d'Anvers. À partir de 1901, le conseil municipal d'Anvers fit restaurer le bâtiment sous la direction de l'architecte Alexis van Mechelen et, en 1913, le musée a ouvert ses portes. L'intention était d'exposer l'image la plus large possible de la production artistique de l'Antiquité à nos jours. Le musée possédait une collection de ferronnerie, de céramique, de verrerie, d'iconographie, d'armes, de sculptures, de pièces d'architecture et d'intérieur, et d'instruments de musique.
À partir des années 1970, les instruments de musique sont devenus la partie plus importante de la collection du Vleeshuis, en partie à cause de la tendance à restaurer les instruments à clavier pour l'interprétation de la musique d'époque. Progressivement, le musée a spécialisé son exposition permanente pour se concentrer sur les instruments de musique.

## Quelques instruments de la collection

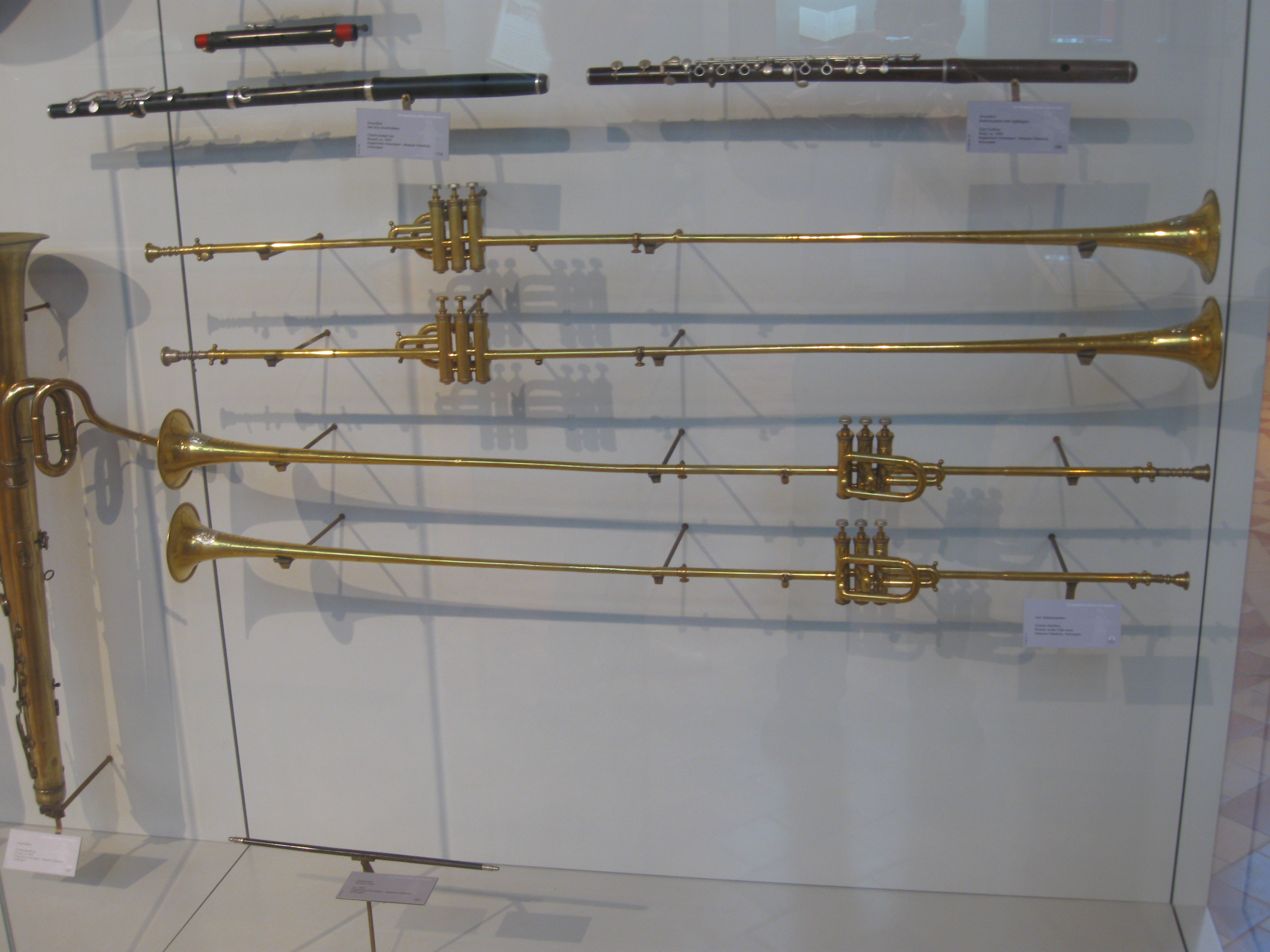
Trompettes Aïda Victor-Charles Mahillon
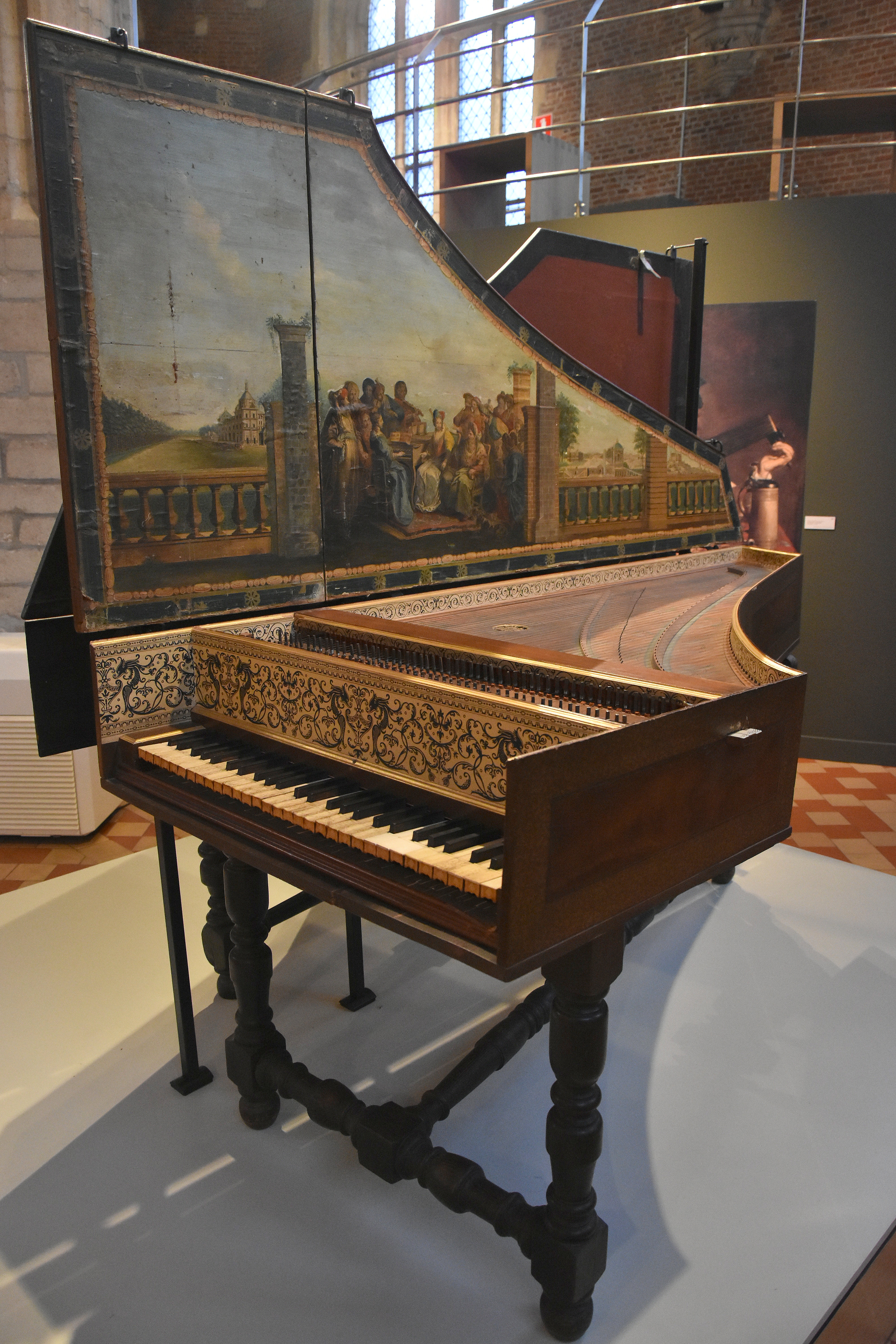
Clavecin Andreas I Ruckers (1646)
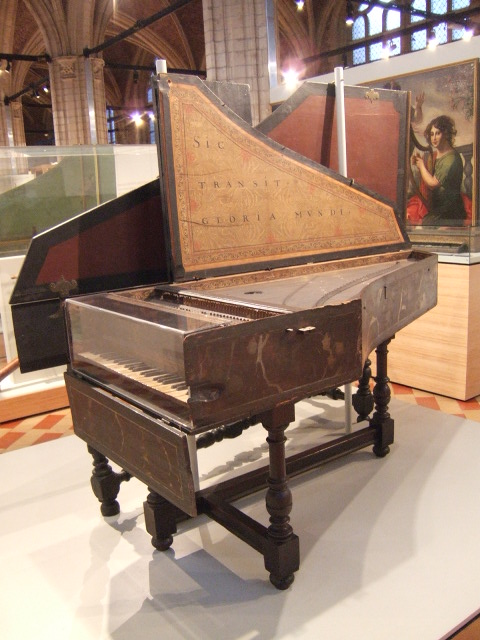
Clavecin Andreas I Ruckers (1644)
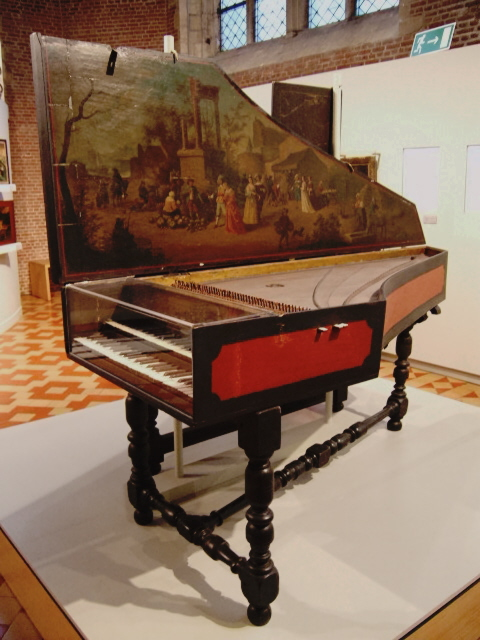
Clavecin Joris Britsen (1680)
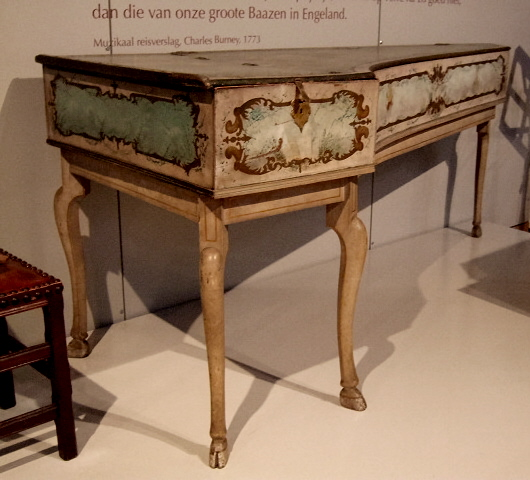
Clavecin Johann Daniel Dulcken (1747)
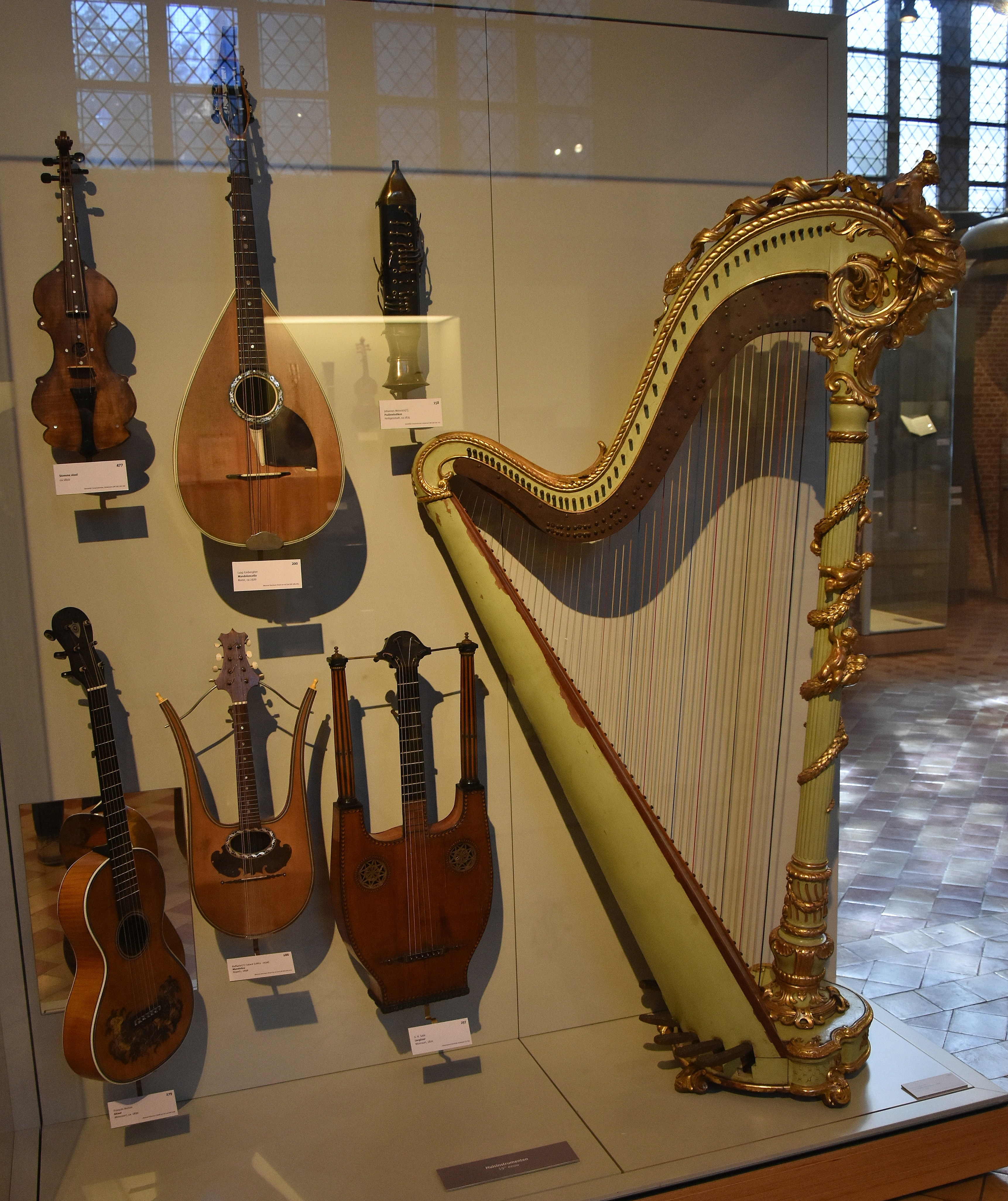
Harpe et divers instruments à cordes